# أريان ليبسكي
أريان ليبسكي (بالبرتغالية: Ariane Lipski؛ مواليد 26 يناير 1994) هي مُقاتلة فنون قتالية مختلطة برازيلية.

## وصلات خارجية
- أريان ليبسكي على موقع يو إف سي (الإنجليزية)
- أريان ليبسكي على موقع شيردوغ (الإنجليزية)
- أريان ليبسكي على موقع Tapology.com (الإنجليزية)
- أريان ليبسكي على موقع IMDb (الإنجليزية)